# Czostków (gmina)
Czostków – dawna gmina wiejska istniejąca do 1933 roku w woj. białostockim. Siedzibą władz gminy był początkowo Czostków, a następnie Filipów; Filipów znajdował się poza obszarem gminy Czostków, w gminie Filipów, której także był siedzibą.
Za Królestwa Polskiego gmina należała do powiatu suwalskiego w guberni suwalskiej.
W okresie międzywojennym gmina Czostków należała do powiatu suwalskiego w woj. białostockim.
Gminę zniesiono z dniem 14 grudnia 1933 roku, a jej obszar włączono także do gmin Filipów i Przerośl.
Gmina Czostków składała się z następujących miejscowości:

włączone w 1933 do gminy Filipów:

Czarne, Huta, Rospuda, Supienie, Czostków, Filipówka, Motule, Miodoborze, Milanowizna, Piecki, Młynisko, Gacisko, Ciepłówka, Szkilówka, Dębszczyzna, Ogrodzisko, Suchorzecz, Zusno, folwark Garbaś i folwark Karolinowo

włączone w 1933 do gminy Przerośl:

Krzywólka, Mała Przerośl (wieś, osada, rybacka, kolonia i folwark), folwark Rozalinowo, Aksamitowizna (wieś i osada), Przystajne, Antosin, Rakówek, Białe-Jeziorki (wieś i folwark), osada Buda, Cisówek, Zusenko (wieś i folwark), Tabałówka, Uwiesy, Łanowicze (wieś i folwark) i folwark Nowiny-Pieńki